# 银口蝾螺
银口蝾螺（学名：Turbo argyrostomus），是原始腹足目蝾螺科蝾螺属的一种。主要分布于马来西亚、印度尼西亚、中国大陆、台湾，常栖息在浅海、潮间带。